# Le Voyage en Amérique
Pour plus de détails, voir Fiche technique et Distribution.
Le Voyage en Amérique est un film français réalisé par Henri Lavorel et sorti en 1951.

## Résumé
Couple paisible, menant une vie paisible, dans une paisible petite ville française, Gaston et Clotilde Fournier ont tout pour être heureux. Un beau jour, Clotilde forme le projet d'aller aux États-Unis pour la naissance de l'enfant de leur fille qui a épousé un GI. Elle aura bien du mal à arracher Gaston à son calme quotidien. Le voyage effectué, retrouvant la quiétude de leur foyer, ils évoquent souvent ce voyage en Amérique.

## Fiche technique
- Titre : Le Voyage en Amérique
- Réalisation : Henri Lavorel
- Scénario, adaptation : Henri Lavorel et Roland Laudenbach
- Dialogues : Henri Lavorel
- Assistants réalisateur : Maurice Delbez et Jean Dewever
- Photographie : Henri Alekan
- Opérateur : Walter Wottitz
- Musique : Francis Poulenc
- Décors : Henri Schmitt
- Montage : Andrée Feix
- Son : William-Robert Sivel
- Maquillage : Marcel Bordenave
- Photographe de plateau : Roger Corbeau
- Script-girl : Charlotte Pecqueux
- Régisseur général : Irénée Leriche
- Tournage du 12 mars au 19 mai 1951
- Production : Le Monde en images (Henri Lavorel)
- Chef de production : Henri Lavorel
- Directeur de production : Fred Orain
- Distribution : S.R.O
- Pellicule 35 mm, noir et blanc
- Durée : 91 minutes
- Genre : Comédie
- Date de sortie : France - 31 octobre 1951

## Distribution
- Pierre Fresnay : Gaston Fournier
- Yvonne Printemps : Clotilde Fournier
- Jean Brochard : Le maire
- Claude Laydu : François Soalhat
- Olivier Hussenot : Mr Soalhat, le jardinier
- Jane Morlet : Marie
- Yvette Étiévant : La receveuse des postes
- Lisette Lebon : Marguerite
- Claire Gérard : Mme Tassote
- Maurice Jacquemont : Le curé
- Pierre Destailles : Le cuistot
- Christian Fourcade : Le gosse au cerceau
- Madeleine Barbulée : L'économe
- Louis de Funès : L'employé d'Air France
- Léon Larive : Le caissier
- Eugène Frouhins : L'huissier
- Gabriel Gobin : L'employé du car
- Emile Genevois : Le facteur
- Fernand Gilbert : Un client de la banque
- Jean Valmence : L'architecte
- Jacky Gencel : Le gosse
- Manuel Gary
- Paul Clérouc
- Maud Lamy
- Philippe Derevel
- Annie Noël